# Benedict McCarthy
Benedict Saul "Benni" McCarthy, född 12 november 1977 i Kapstaden, är en sydafrikansk före detta anfallare i fotboll som senast spelade i Orlando Pirates. McCarthy var sedan april 2011 kontraktlös, då han tillsammans med sin dåvarande klubb West Ham United FC beslutade att avsluta kontraktet mot en ersättning på 1,5 miljoner pund. McCarthy debuterade i det sydafrikanska landslaget 1997 och har bland annat representerat landet vid två VM-turneringar, VM 1998 och 2002.
På klubblagsnivå har han bland annat vunnit den nederländska ligan med Ajax 1998, den portugisiska ligan med Porto 2004 och 2006 samt Champions League med Porto 2004.